# ورزشگاه آلکازار
ورزشگاه آلکازار (به لاتین: Alcazar Stadium) یک ورزشگاه فوتبال در یونان است که در لاریسا واقع شده‌است.